# Charles Baudelaire
Charles-Pierre Baudelaire (n. 9 aprilie 1821, Paris, Île-de-France, Franța – d. 31 august 1867, Paris, Franța) a fost un poet francez care a produs, de asemenea, lucrări notabile ca eseist, critic de artă și unul dintre primii traducători ai lui Edgar Allan Poe. Poeziile sale prezintă măiestrie în folosirea rimei și a ritmului, și conțin un exotism moștenit de la romantici, dar se bazează pe observații ale vieții reale.
Cea mai cunoscută lucrare a sa, opera sa de căpătâi, o carte de poezie lirică intitulată Les Fleurs du mal (Florile Răului), exprimă natura schimbătoare a frumuseții în Parisul care se industrializa rapid la mijlocul secolului al XIX-lea. Stilul său extrem de original de poezie în proză a influențat o întreagă generație de poeți, printre care Paul Verlaine, Arthur Rimbaud și Stéphane Mallarmé, printre mulți alții. I se atribuie faptul că a inventat termenul de modernitate (modernité) pentru a desemna experiența trecătoare și efemeră a vieții într-o metropolă urbană și responsabilitatea expresiei artistice de a surprinde acea experiență.

### Copilărie

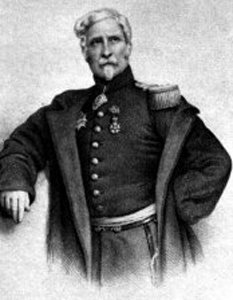
Generalul Jacques Aupick (1789-1857)

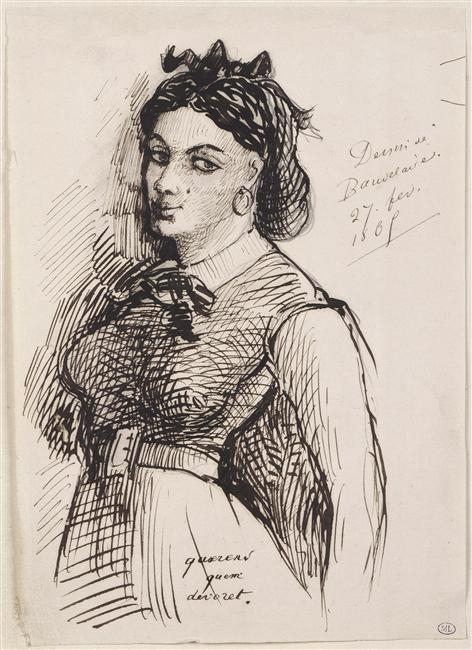
Jeanne Duval (cca. 1820–1862)

### Socialist și revoluționar

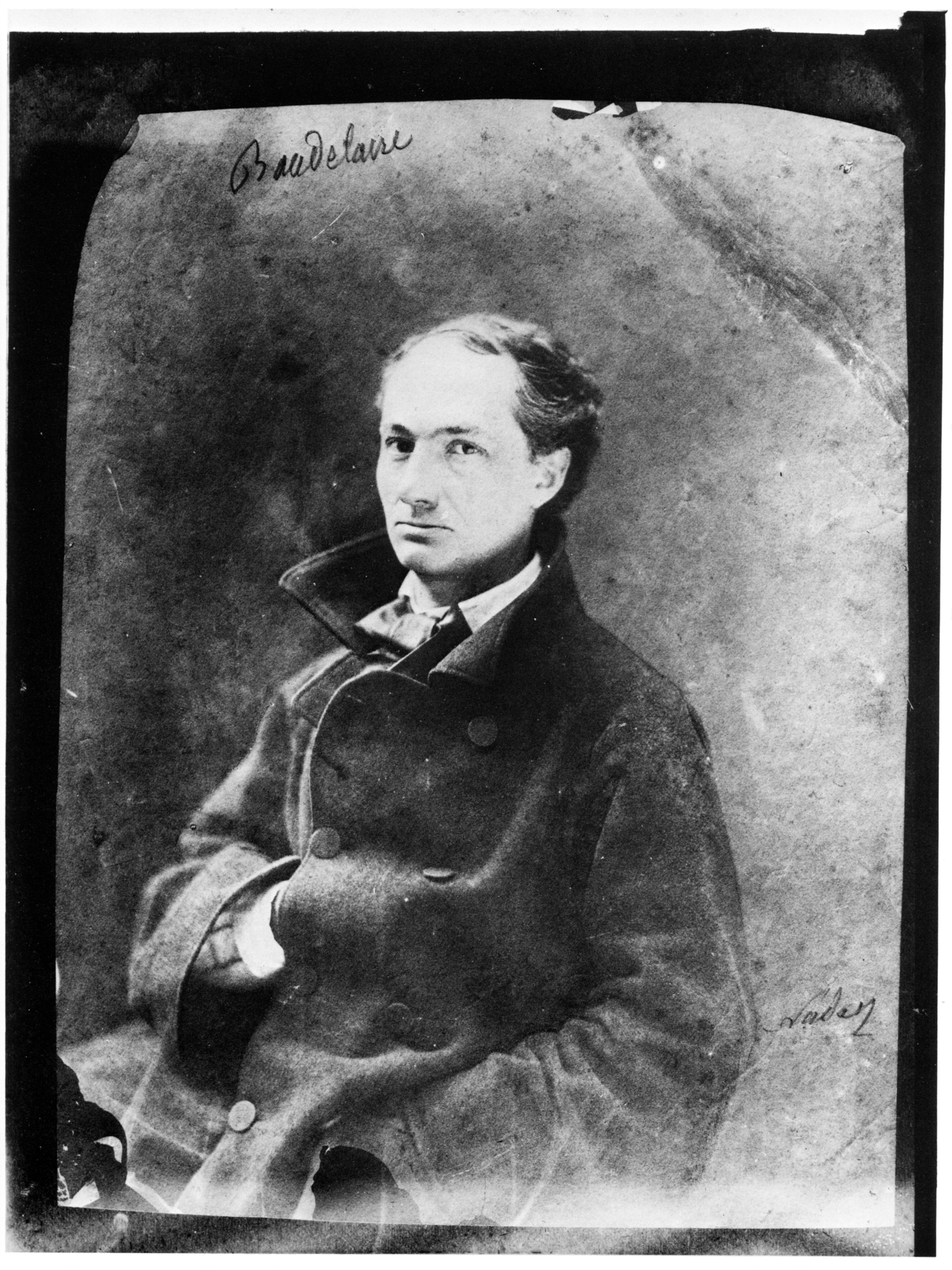
Charles Baudelaire, 1855 (Fotografie Nadar)

### Madame Sabatier

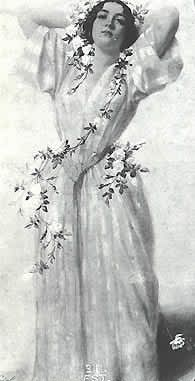
Apollonie Sabatier (1822–1889)

### Ultimii ani

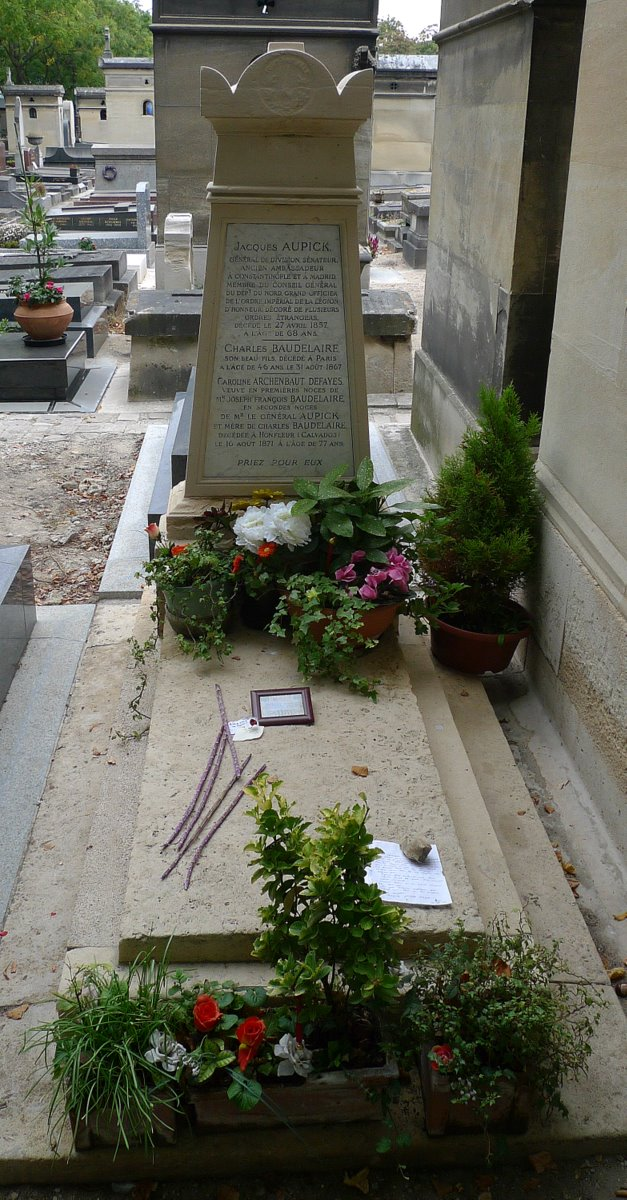
Mormântul lui Baudelaire din Paris

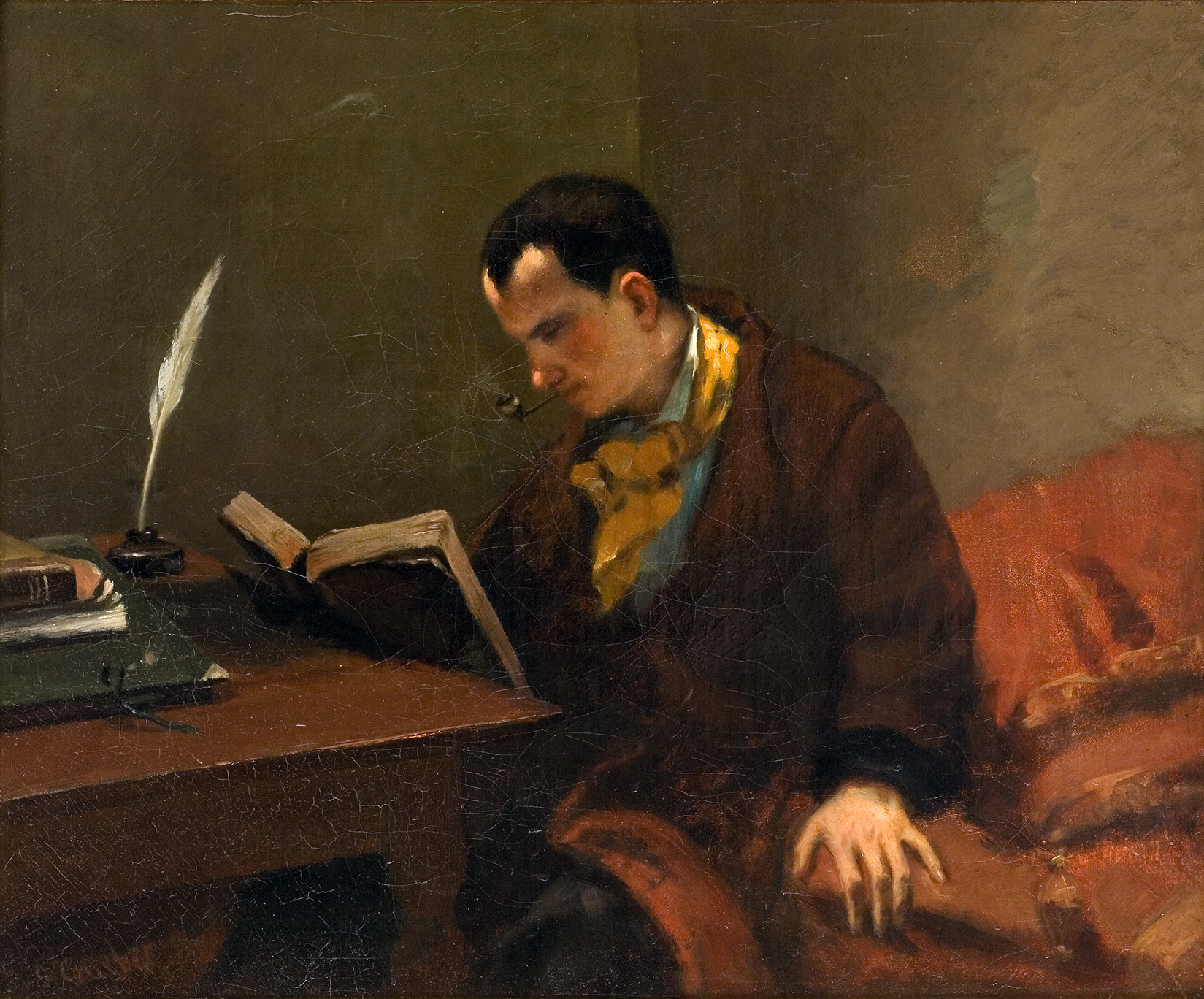
Portret de Gustave Courbet, 1848